# Cisterne van Grevelingen

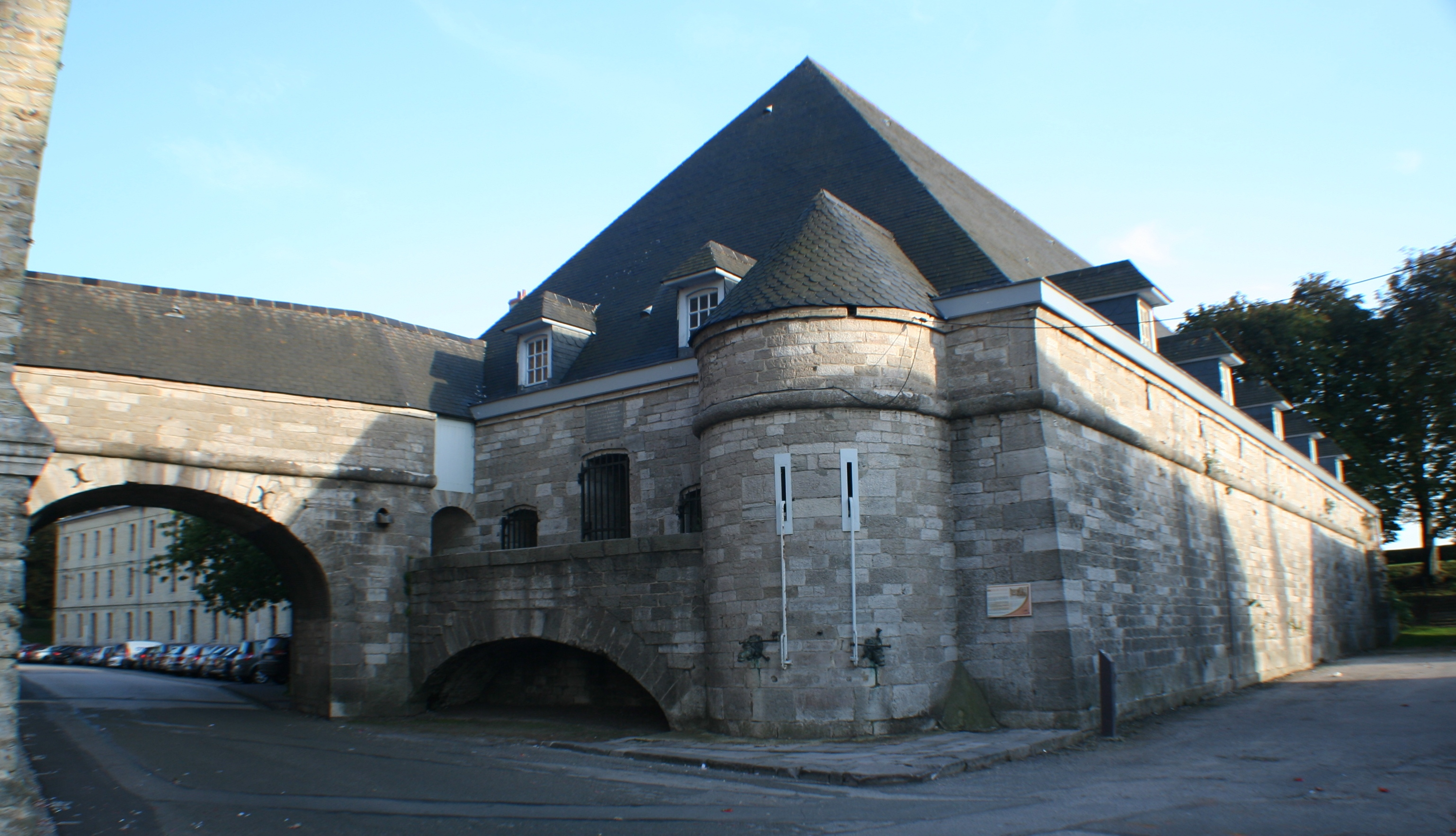
Cisterne van Grevelingen

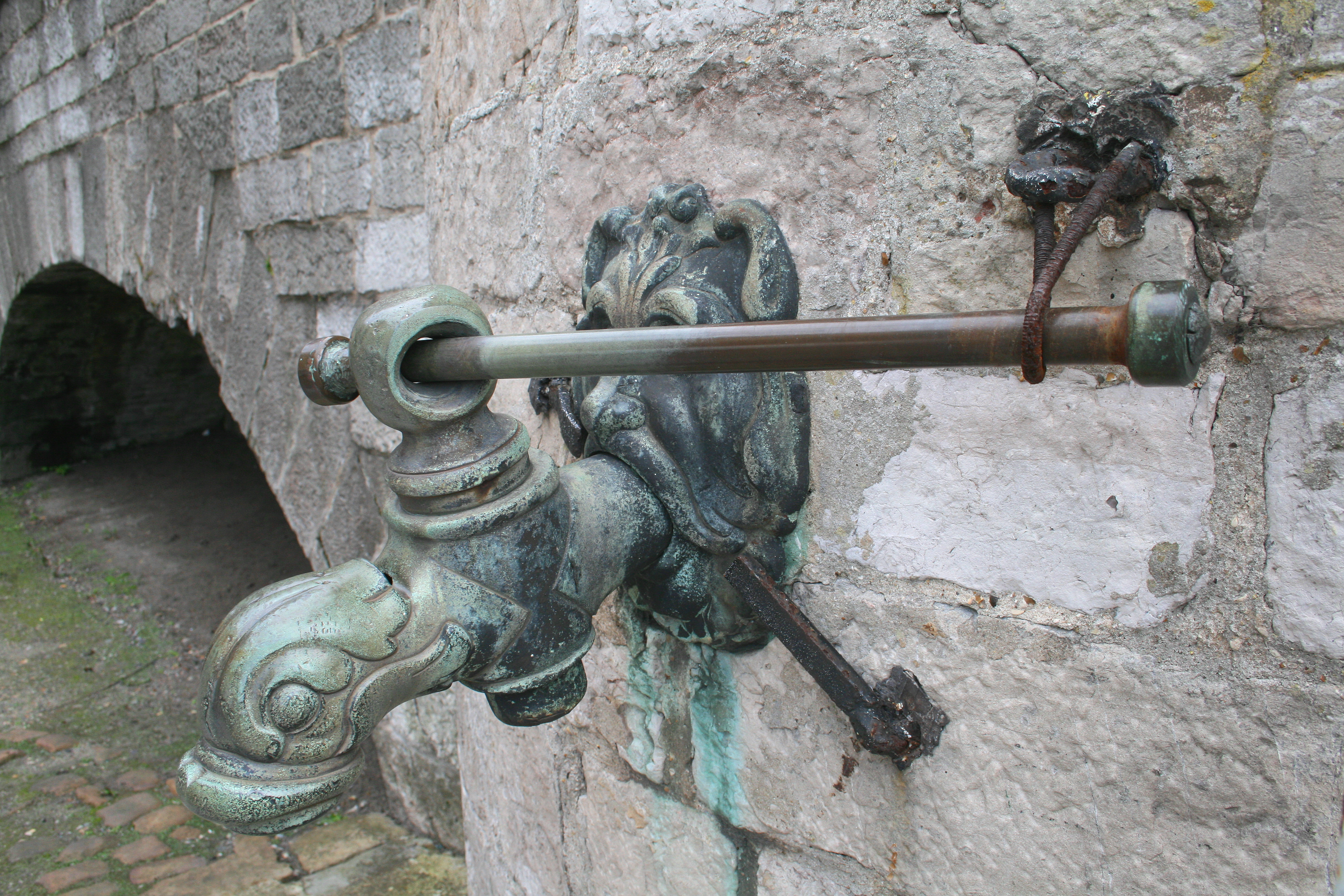
Waterkraan aan de cisterne

De Cisterne van Grevelingen is een cisterne in de tot het Noorderdepartement behorende stad Grevelingen.
Deze cisterne werd gebouwd in 1724 en verzamelde het regenwater van het eigen dak, van het kerkdak en van het dak van de kazernes Huxelles en Varennes. De cisterne kon 1.420.000 liter water bevatten, wat aanvankelijk als drinkwater voor de militairen werd benut. Later profiteerde ook de stadsbevolking van deze watervoorziening.
De unieke constructie, opgetrokken in kalksteen, was van belang omdat de watervoorziening vanwege brak grondwater en stagnerend of zeer langzaam stromend oppervlaktewater erg problematisch was en er tevens water ter beschikking moest zijn in geval van een belegering of een periode van grote droogte.